# Le Cri du peuple (1940)
Le Cri du peuple (Der Schrei des Volkes) war eine von Jacques Doriot im Oktober 1940 gegründete Tageszeitung und das Organ der Parti populaire français (PPF), einer faschistischen und kollaborationistischen Partei. Sie übernahm den Titel der 1871 von Jules Vallès gegründeten Zeitung. Ziel der Gründung der Zeitung war es, die Leserschaft der verbotenen L’Humanité zurückzugewinnen und sie auf die Unterstützung der Kollaboration auszurichten. Ihre Auflage betrug im Januar 1943 58.000 Exemplare. Sie stellt ihr Erscheinen 1944 ein.

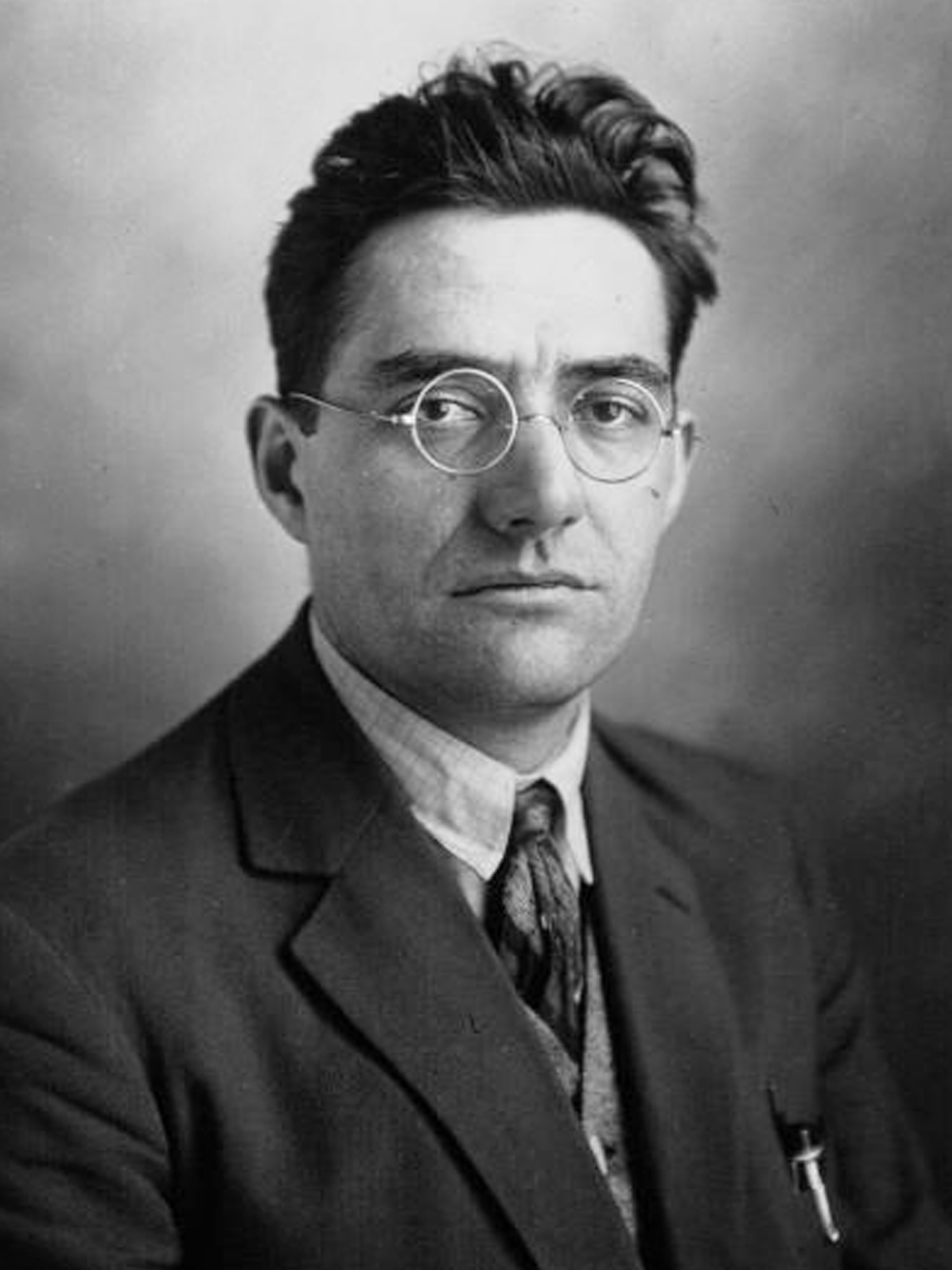
Jacques Doriot